# أنطوان أرنو
أنطوان أرنو (بالفرنسية: Antoine Arnault) رجل أعمال فرنسي، والرئيس التنفيذي لشركة بيرلوتي ورئيس مجلس إدارة لورو بيانا.